# Studierendenwerk Karlsruhe

Logo
Logo bis 2014

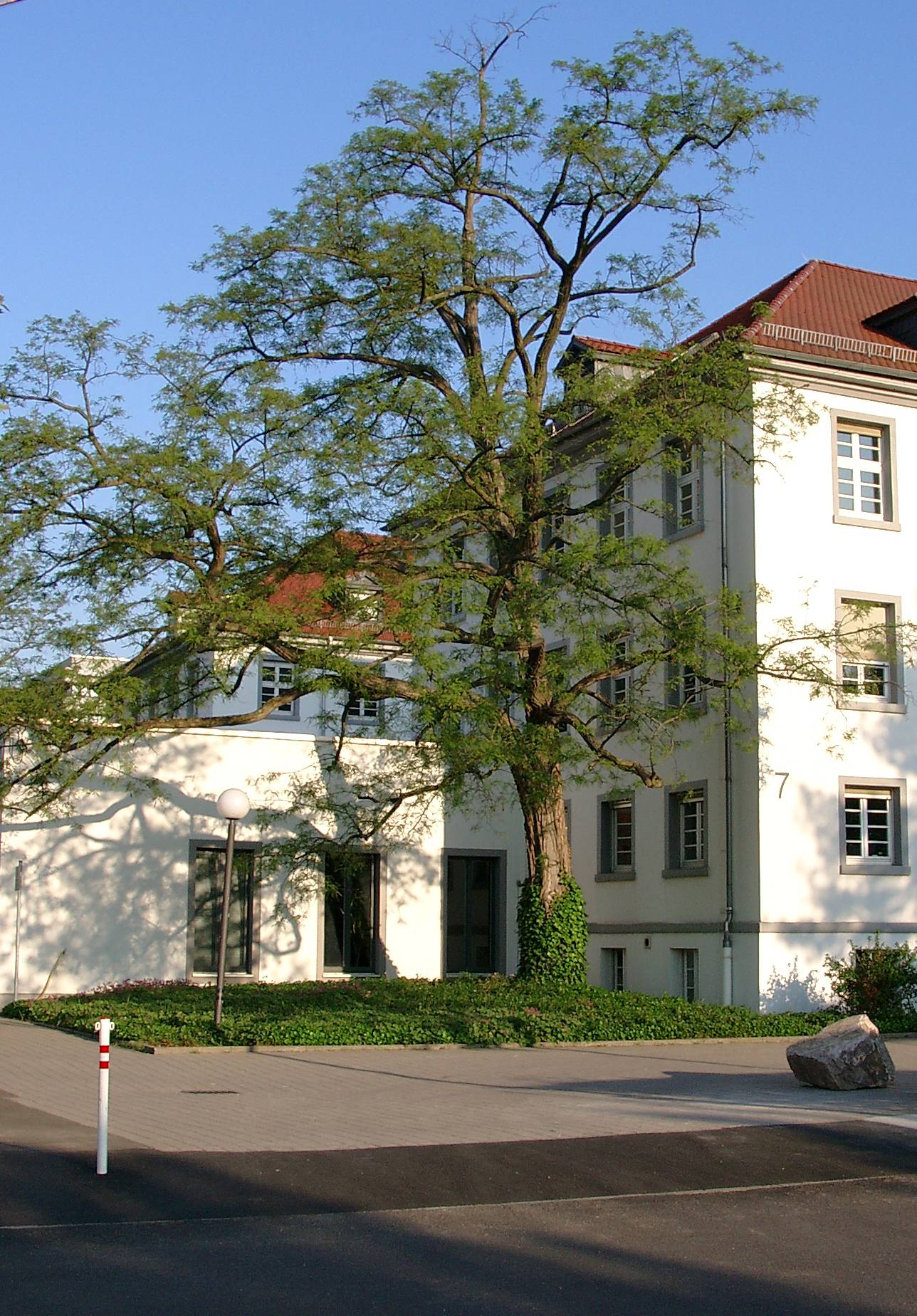
Das Studentenhaus des Studierendenwerks Karlsruhe

Das Studierendenwerk Karlsruhe (bis 2014 Studentenwerk Karlsruhe) betreibt unter anderem die Mensen an den Karlsruher Hochschulen und der Hochschule Pforzheim. Seinen Sitz hat es im zwischen 1926 und 1930 erbauten Studentenhaus, in dem sich auch eine Cafeteria, der Festsaal mit bis zu 200 Sitzplätzen und zwei Studentenwohnheime befinden.
Insgesamt betreut das Studierendenwerk Karlsruhe im Auftrag des Landes Baden-Württemberg in Karlsruhe und Pforzheim etwa 40.000 Studierende an acht Hochschulen. Als Anstalt des öffentlichen Rechts organisiert, ist es unter anderem zuständig für das BAföG, baut, unterhält und verwaltet Wohnheime, betreibt Mensen und Cafeterien, berät beispielsweise in Rechtsfragen, vergibt Darlehen und bietet Plätze in Kindertagesstätten an. Das Studierendenwerk arbeitet nicht gewinnorientiert, seine Leistungen sind ausschließlich an Studierende gerichtet und werden über Solidarbeiträge, Zuschüsse des Landes und eigene Einnahmen finanziert.
Mit 313 Mitarbeitern erwirtschaftete es im Geschäftsjahr 2018 einen Umsatz von über 18 Millionen Euro. An sechs Standorten gibt es über 2 Millionen Essen im Jahr aus, betreibt zehn Cafeterien und setzt in Mensen und Cafeterien über zehn Millionen Euro um. 2018 gingen rund 6000 BAföG-Anträge ein, ausbezahlt wurden über 17 Millionen Euro. Die Abteilung Wohnen betreibt über 2000 Wohnheimplätze und vermittelte jährlich bis zu 3500 Zimmer über die kostenfreie Privatzimmervermittlung. Die psychotherapeutische Beratungsstelle ist Ansprechpartner für jährlich über 1400 Klienten, die Rechtsberatung berät in über 500 Fällen. Die Mitarbeitenden in zwei Tagesstätten betreuen 85 Kinder.
Das Studierendenwerk ist über mehrere Gremien organisiert: der Geschäftsführung, der Vertreterversammlung und dem Verwaltungsrat.